# Obština Asenovgrad
Obština Asenovgrad (bulharsky Община Асеновград) je bulharská jednotka územní samosprávy v Plovdivské oblasti. Leží ve středním Bulharsku, větší částí v Hornothrácké nížině, menší částí na severovýchodních svazích a úpatí Západních Rodopů. Správním střediskem je město Asenovgrad, kromě něj obština zahrnuje 28 vesnic. Žije zde přes 60 tisíc stálých obyvatel.

## Sídla
| - Asenovgrad (sídlo správy) - Bačkovo - Bojanci - Bor - Červen - Dobrostan - Dolnoslav - Gornoslav - Izbeglii - Konuš | - Kosovo - Kozanovo - Lenovo - Ljaskovo - Mostovo - Muldava - Narečenski Bani - Novakovo - Novi Izvor - Orešec | - Patriarch Evtimovo - Sini Vrăch - Stoevo - Topolovo - Tri Mogili - Uzunovo - Vrata - Zlatovrăch - Žălt Kamăk |

## Sousední obštiny
| Růžice kompasu | Kuklen   | Sadovo             |            | Růžice kompasu |
| Růžice kompasu | Rodopi   | Sever              | Părvomaj   | Růžice kompasu |
| Růžice kompasu | Rodopi   | Obština Asenovgrad | Părvomaj   | Růžice kompasu |
| Růžice kompasu | Rodopi   | Jih                | Părvomaj   | Růžice kompasu |
| Růžice kompasu | Čepelare | Lăki Banite        | Černoočene | Růžice kompasu |

## Obyvatelstvo
V obštině žije 60 853 stálých obyvatel a včetně přechodně hlášených obyvatel 72 766. Podle sčítáni 1. února 2011 bylo národnostní složení následující:
- Bulhaři: 45 242 (77.7 %)
- Turci: 11 826 (20.3 %)
- Romové: 633 (1.1 %)
- ostatní: 557 (1.0 %)